# Susan Hough
Susan Elizabeth Hough, née le 20 mars 1961, est une sismologue américaine travaillant à l'Institut d'études géologiques des États-Unis (USGS). Au cours de sa carrière, elle est directrice de publication et collaboratrice pour de nombreuses revues scientifiques dont le magazine Earth de l'American Geosciences Institute. Elle est l'auteur de cinq livres de vulgarisation, dont Earthshaking Science qui connait un certain succès.

## Biographie
Susan Hough naît le 20 mars 1961. Elle obtient une licence de l'université de Californie à Berkeley en 1982, avant d'étudier à l'université de Californie à San Diego. Elle obtient son doctorat en géophysique à la Scripps Institution of Oceanography en 1987.
Hough siége au conseil d'administration de la Seismological Society of America de 1998 à 2004 et à celui du Southern California Earthquake Center de 2006 à 2009.
Après le séisme de 2010 en Haïti, Hough dirige l'équipe du United States Geological Survey (USGS) chargé de l'installation de sismomètres et d'accéléromètres. Hough et son équipe déploient des sismomètres portables pour enregistrer les répliques du séisme et elle continue de coopérer avec les sismologues haïtiens pour mettre en place une surveillance sismique permanente dans leur pays. Les zones à risque lors de futurs séismes sont cartographiées au moyen d'une microzonation sismique en se basant sur les conditions géologiques locales pour caractériser l'aléa sismique. Normalement, l'effet des couches sédimentaires est pris en compte, mais la topographie locale n'est pas prise en compte dans ce contexte. Cependant, les résultats fournis par Hough et son équipe mettent en évidence que l'amplification topographique joue un rôle majeur dans les dégâts causés par le séisme à Pétion-Ville, une banlieue de Port-au-Prince, améliorant ainsi la vision conventionnelle des facteurs à prendre en compte lors de la réalisation d'une microzonation. L'USGS contribue également aux efforts de génie sismique en améliorant la surveillance et les rapports sur les séismes au moyen de son USGS Advanced National Seismic System (ANSS).
Au cours de sa carrière, elle publie plus de 100 articles scientifiques dans des revues à comité de lecture. Hough écrit également des articles de vulgarisation pour des publications grand public telles que le Los Angeles Times.

## Publications

### Livres
- Predicting the Unpredictable: The Tumultuous Science of Earthquake Prediction (2009), Princeton University Press,  (ISBN 0-691-13816-8)
- Richter's Scale: Measure of an Earthquake, Measure of a Man, (2007), Princeton University Press,  (ISBN 0-691-12807-3)
- After the Earth Quakes: Elastic Rebound on an Urban Planet (2005), Oxford University Press,  (ISBN 0-19-517913-7)
- Finding Fault in California: An Earthquake Tourist's Guide (2004), Mountain Press Publishing Company,  (ISBN 0-87842-495-4)
- Earthshaking Science: What We Know (and Don't Know) about Earthquakes (2004), Princeton University Press,  (ISBN 0-691-11819-1)
- The Great Quake Debate: The Crusader, the Skeptic, and the Rise of Modern Seismology (2020),[5] University of Washington Press,  (ISBN 9780295747361)

### Articles (sélection)
- Susan E. Hough, Alan Yong, Jean Robert Altidor, Dieuseul Anglade, Doug Given, Saint-Louis Mildor: Site Characterization and Site Response in Port-au-Prince, Haiti, Earthquake Spectra, Volume 27, Issue S1 (October 2011) DOI 10.1193/1.3637947
- Susan Hough: Five myths about earthquakes, Washington Post, 26 August 2011
- S. Hough, J. Altidor, D. Anglade, D. Given: Localized damage caused by topographic amplification during the 2010 M7.0 Haiti earthquake, Nature Geoscience, 2010
- Susan E. Hough: Haiti is a reminder of how we can help other quake-prone areas, Los Angeles Times, February 8, 2010
- Susan Hough: Confusing Patterns with Coincidences, New York Times, 11 April 2009